# Tricholomopsis
Трихоломопсис (Tricholomopsis) — рід грибів родини Tricholomataceae. Назва вперше опублікована 1939 року.
Трихоломопсис тісно пов'язаний з великим родом Tricholoma. Найвідоміший її вид - Tricholomopsis rutilans. Назва означає виглядати як Tricholoma. Рід має широке поширення.

## Галерея

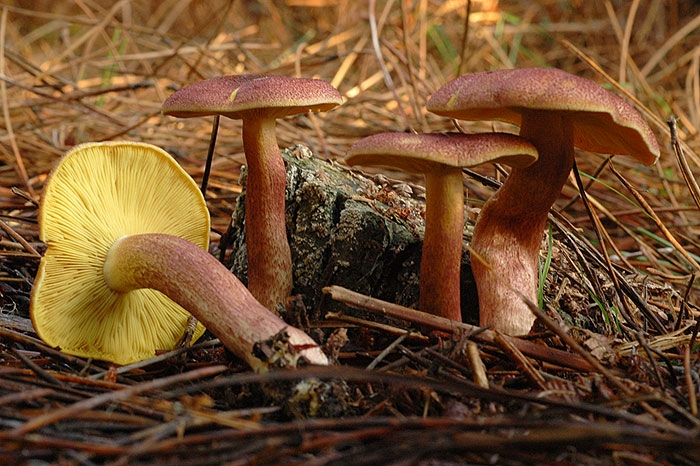
Рядовка жовто-червона, рядовка червоніюча (Tricholomopsis rutilans)
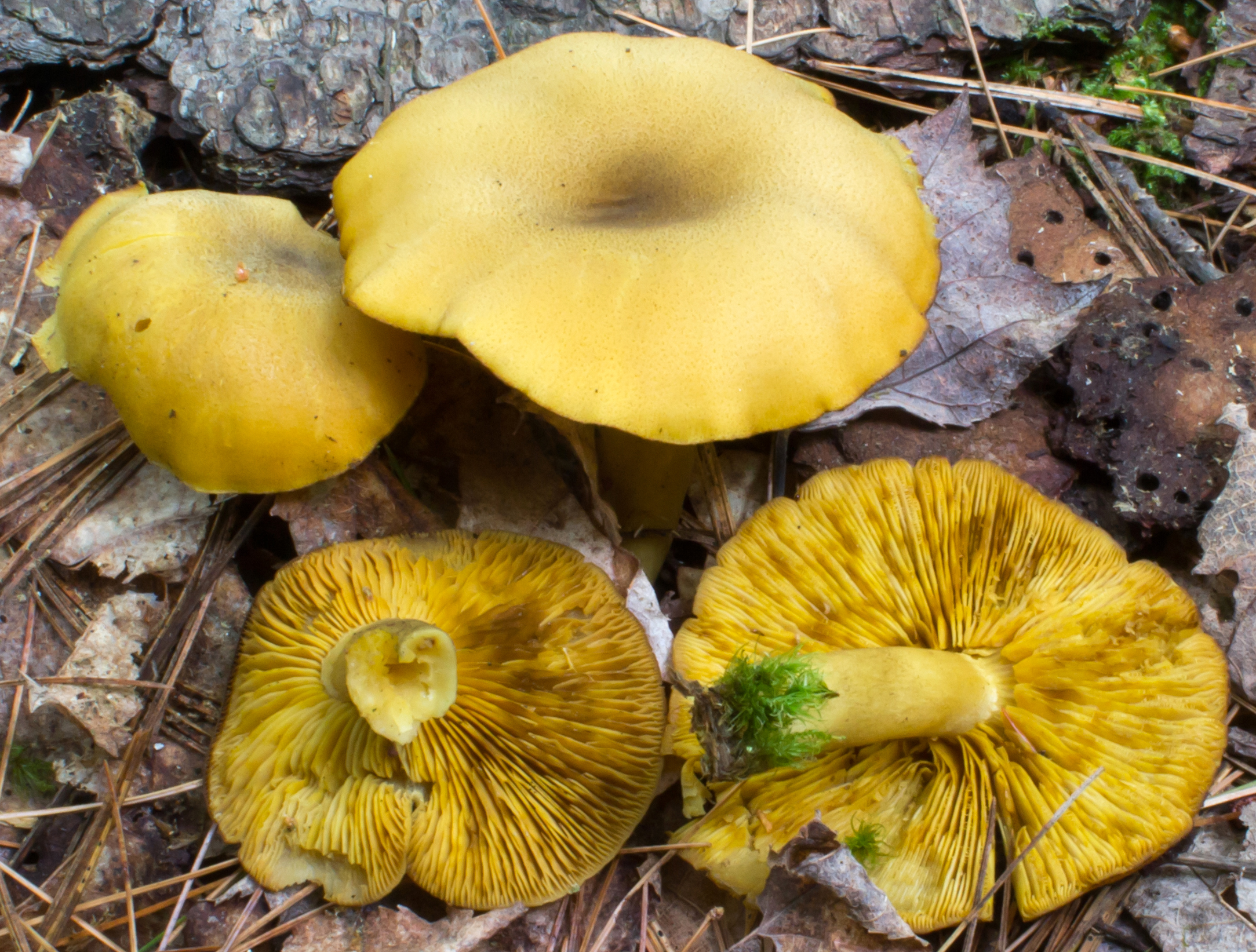
Трихоломопсис гарний (Tricholomopsis decora)
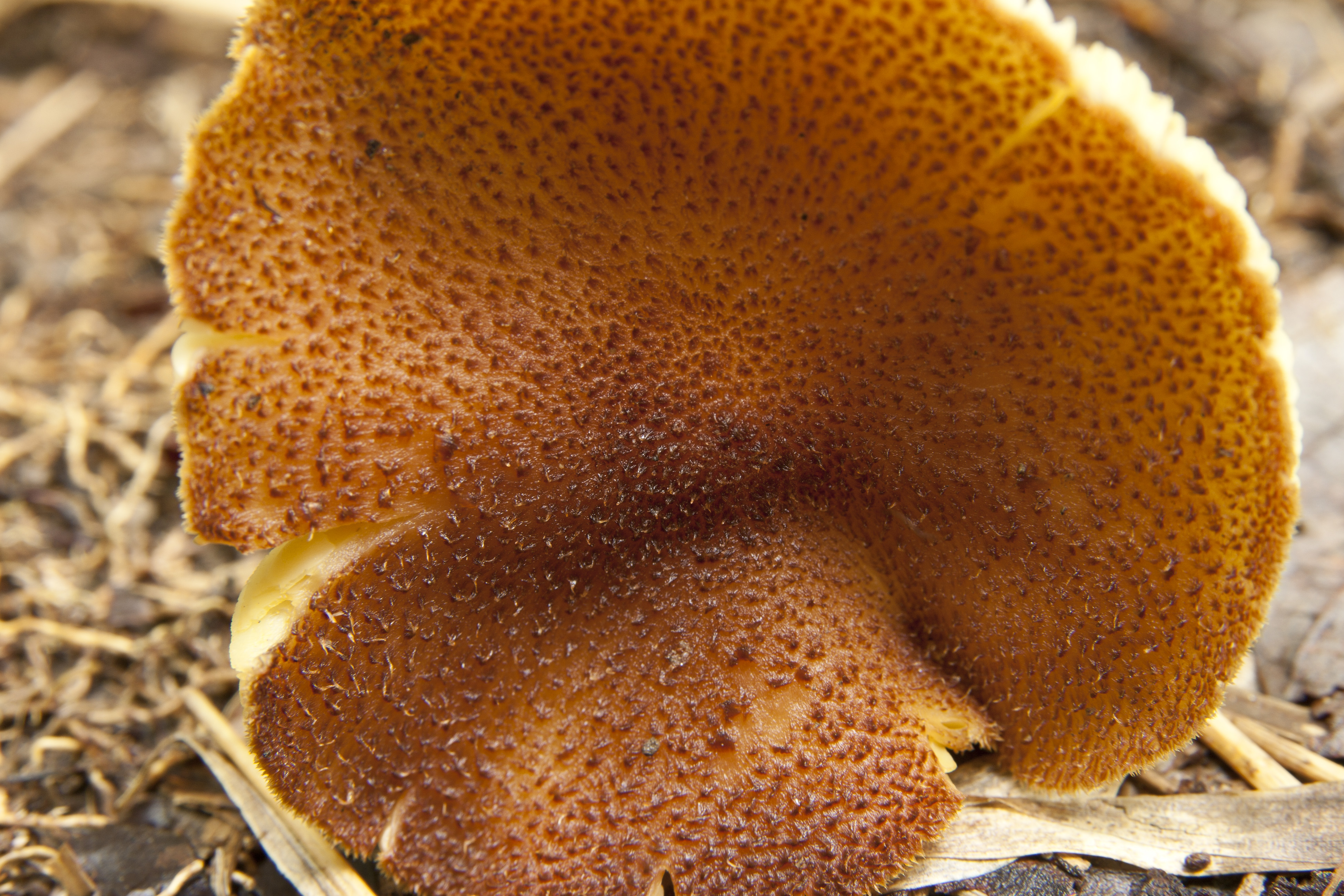
Tricholomopsis bambusina